# 安中市立臼井小学校
安中市立臼井小学校（あんなかしりつ うすいしょうがっこう）は、群馬県安中市にあった公立小学校。

## 概要
児童数が少なく、小さな学校である。

## 沿革
- 1873年（明治6年） - 桃渓書院跡に五料小学校創立[1]
- 1875年（明治8年） - 龍洞寺に横川小学校を創立[1]
- 1877年（明治10年） - 横川村に瀑見小学校創立[1]
- 1884年（明治17年） - 横川村ほか4か村が協力し、五料、瀑見、横川三校を合併して五料村御所平民家に移転[1]
- 1947年（昭和22年） - 学校教育の全面的改革により、小学校・中学校となり男女共学実施。臼井町国民学校を臼井町立臼井小学校に改称[1]
- 1954年（昭和29年） - 町村合併により、松井田町立臼井小学校と校名変更[1]
- 1961年（昭和36年） - 二階建て木造校舎新築[1]
- 1962年（昭和37年） - 松井田町立第二小学校と改称
- 1964年（昭和39年） - 第二小学校校歌制定。
- 1970年（昭和45年） - プール完成
- 1980年（昭和55年） - 体育館完成
- 1985年（昭和60年） - 松井田町立臼井小学校に改称
- 1993年（平成5年） - 木造校舎解体。仮設校舎2棟を校庭に設置
- 1994年（平成6年） - 鉄筋二階建新校舎が完成
- 2006年（平成18年） - 安中市立臼井小学校に改名
- 2012年（平成24年） - 新体育館完成
- 2013年（平成25年） - 安中市立坂本小学校が統合
- 2022年（令和4年）3月31日 - 安中市立九十九小学校とともに安中市立松井田小学校に統合され廃校[2]。

## 学区
- 臼井地区[3]
- 坂本地区

## 基本目標
豊かな人間性と社会性を身につけた、心身ともに健康で実践力のある児童を育成する

### 具体目標
- うつくしいものに感動し助け合う子・・・（思いやり）
- すすんで学ぶ子・・・（挑戦）
- いつも明るくたくましい子・・・（笑顔なあいさつ）